# Euarchidas
Euarchidas, o Evarchida (in greco antico: Εὐαρχίδας?) (fl. V secolo a.C.), è stato un medaglista e un incisore di coni greco antico, attivo a Siracusa.

## Biografia
(Antonino Salinas, RIN)
Il nome di Euarchidas è stato identificato da Antonino Salinas in base a una moneta che faceva parte di un tesoro rinvenuto a Contessa, in provincia di Palermo nel 1888. Un altro esemplare fu trovato a Santa Maria di Licodia. Altri ancora, già noti, erano stati attribuiti in precedenza a Eukleidas o a un ignoto Noukleidas o non ne era stato indicato l'autore dei conii.
I conii di Euarchidas sono associati a quelli di Phrygillos. Quest'ultimo firma i conii con la testa di Aretusa mentre Euarchidas incide quello con le quadrighe al galoppo.
La quadriga di Euarchidas è guidata da un auriga, da alcuni interpretato come Persefone. In altro vola una Nike con un apluster. La presenza di questo elemento può essere un riferimento alla vittoria, del 413 a.C., ottenuta dalla flotta siracusana su quella ateniese, che pose termine alla spedizione ateniese in Sicilia, con la morte dei comandanti ateniesi, Nicia e Demostene.
La firma di Euarchidas si legge in alcuni casi sotto la linea di esergo e in altri subito sopra, sotto gli zoccoli dei cavalli.
Persefone, se può essere così interpretato l'auriga, è raffigurata quasi di faccia, il che rappresenta una novità. La quadriga presenta le teste dei cavalli in una disposizione particolare: ogni cavallo ha la testa volta in una posizione diversa.
Sambon sembra non apprezzare il movimento della quadriga:
(Arturo Sambon, Sambon)

## Il tesoro di Contessa
Il tesoro rinvenuto a Contessa e identificato comunemente come IGCH 2119 è quello che ha permesso di identificare questo incisore di conii. Fu rinvenuto nel territorio dell'attuale Contessa Entellina, che già all'epoca del rinvenimento (1888) aveva da qualche anno modificato il nome aggiungendo "Entellina", come riferimento a Entella, che si trova nelle vicinanze.
Il tesoro, rinvenuto nel 1888, è descritto da Salinas in Notizie di scavi del 1889, da pagina 295 a 312, con tre tavole in cui sono raffigurate 37 degli esemplari rinvenuti.
La consistenza è di 101 monete d'argento (poi 113) provenienti in gran parte dalla Sicilia. Le altre provengono da Rhegium, Athenai e Leucas (Leucade.
Le monete sono: 
Rhegium: 2 tetradracmi
Acragas: 2 tetradracmi
Camarina: 1 tetradracmi
Catana: 4 tetradracmi
Eryx: 5 tetradracmi (tutti con lo stesso conio al dritto)
Gela: 10 tetradracmi (fino a Jenkins 400)
Himera: 1 tetradracmi
Leontini: 3 tetradracmi
Messana: 16 tetradracmi
Motya: 6 tetradracmi
Segesta: 2 tetradracmi
Selinus: 1 tetradracmi
Syracusae: 4 decadracmi (1 Kimon; 3 Euainetos)
27 tetradracmi (fino a Tudeer, periodo III)
Siculo-Puniche: 14 tetradracmi (cavallo/palma) 
Ziz: 10 tetradracmi (di cui 8 con lo stesso conio al dritto con simbolo ippocampo)
Inoltre:
Leucas: 2 stateri (simboli: cantaro e ramo d'edera, stesso conio al dritto)
Athenae: 3 tetradracmi (IV secolo)